# クリンビュー601
クリンビュー601(くりんびゅーろくまるいち)とは株式会社イチネンケミカルズが製造、販売している防錆潤滑剤である。

## 特徴
- 逆さ使用ができる。また、塩素系溶剤を含んでいない。
- 潤滑に油ではなく、テフロン(フッ素樹脂・PTFE)を使用している。
- いやなにおいがない。
- 高い浸透力。
- 石油系溶剤を含んでいるので、ゴムやプラスチックを傷める恐れがある。

## ラインナップ
- 601 K48 - 内容量480ミリリットル。
- 601A - 601 K48と成分などは同じ。内容量に違いがあるようだが詳しくは不明。
- 防錆潤滑剤 Pro601スーパー #480 - 内容量480ミリリットル、メーカーページに詳細がなく、詳しくは不明。